# Karl Folta
Karl Folta (* 31. Januar 1893 in Brünn; † 13. Februar 1947 ebenda) war ein deutscher Politiker (NSDAP).

## Leben und Wirken

### Frühe Jahre
Folta besuchte die Volks- und die Realschule in seiner Heimatstadt. Anschließend studierte er Kulturtechnik an der Deutschen Technischen Hochschule in Brünn.
Von 1914 bis 1918 nahm Folta am Ersten Weltkrieg teil, zuletzt mit dem Kaiserschützen-Regiment Nr. III in Tirol, wo er Leutnant der Reserve war.

### Weimarer Republik
Nach dem Krieg schloss Folta sich völkischen Verbänden in seiner Heimat an. Daneben betätigte er sich als Schriftsteller und Schriftleiter.
Im Oktober 1933 wurde Folta Mitglied der Sudetendeutschen Heimatfront, dem Vorläufer der Sudetendeutschen Partei, in die er nach ihrer Gründung übertrat und von Juni 1934 bis Oktober 1938 als Kreisleiter in Brünn amtierte. Im Juni 1936 rückte er in die Hauptleitung der Partei auf.
Am 15. Oktober 1938 wurde Folta Mitglied der Sturmabteilung (SA), in der er zunächst den Rang eines Sturmbannführers erhielt und später schrittweise bis zum SA-Obersturmbannführer befördert wurde.

### In der besetzten Tschechoslowakei
Nach der deutschen Zerschlagung der Rest-Tschechei Anfang 1939 wurde Folta NSDAP-Kreisleiter in Brünn.
Am 25. April 1939 trat Folta als Abgeordneter für die deutsche Bevölkerung im einen Monat zuvor entstandenen Protektorat Böhmen und Mähren in den nationalsozialistischen Reichstag ein. Diesem gehörte er bis zum Ende der NS-Herrschaft im Frühjahr 1945 an.
Die Aufnahme in die NSDAP beantragte Folta erst am 30. Juni 1939. Er wurde dann rückwirkend zum 1. Mai 1938 in die Partei aufgenommen (Mitgliedsnummer 6.383.025).
Nach dem Krieg wurde Folta hingerichtet.